# Distretto di Shuangcheng
Il distretto di Shuangcheng (双城区S, Shuāngchéng QūP) è un distretto della Cina, situato nella provincia di Heilongjiang e amministrato dalla prefettura di Harbin.